# Reithrodontomys mexicanus
Reithrodontomys mexicanus é uma espécie de roedor da família Cricetidae.
Pode ser encontrada nos seguintes países: Colômbia, Costa Rica, Equador, El Salvador, Guatemala, Honduras, México, Nicarágua e Panamá.